# Campeonato colombiano 1973
El Campeonato colombiano 1973 fue el vigésimo sexto (26°) torneo de la primera división del fútbol profesional colombiano en la historia.
El campeón de esta edición fue el Atlético Nacional, logrando su segunda estrella. El subcampeón fue Millonarios. El torneo apertura lo jugaron los 14 equipos de la temporada anterior; pero para el torneo finalización lo jugaron 13 debido al retiro del Cúcuta Deportivo.

## Datos de los clubes
| Equipo                 | Departamento       | Ciudad       |
| ---------------------- | ------------------ | ------------ |
| América de Cali        | Valle del Cauca    | Cali         |
| Atlético Bucaramanga   | Santander          | Bucaramanga  |
| Atlético Nacional      | Antioquia          | Medellín     |
| Cúcuta Deportivo       | Norte de Santander | Cúcuta       |
| Deportes Quindío       | Quindío            | Armenia      |
| Deportes Tolima        | Tolima             | Ibagué       |
| Deportivo Cali         | Valle del Cauca    | Cali         |
| Deportivo Pereira      | Risaralda          | Pereira      |
| Independiente Medellín | Antioquia          | Medellín     |
| Junior                 | Atlántico          | Barranquilla |
| Millonarios            | Bogotá, D. C.      | Bogotá       |
| Once Caldas            | Caldas             | Manizales    |
| Independiente Santa Fe | Bogotá, D. C.      | Bogotá       |
| Unión Magdalena        | Magdalena          | Santa Marta  |

## Torneo Apertura
| Pos. | Equipo                 | Pts. | PJ | G  | E  | P  | GF | GC | Dif. | Clasificación     |
| ---- | ---------------------- | ---- | -- | -- | -- | -- | -- | -- | ---- | ----------------- |
| 1    | Millonarios            | 39   | 26 | 16 | 7  | 3  | 48 | 20 | +28  | Triangular final. |
| 2    | Deportivo Cali         | 36   | 26 | 13 | 10 | 3  | 41 | 22 | +19  | Triangular final. |
| 3    | Atlético Nacional      | 31   | 26 | 11 | 9  | 6  | 35 | 30 | +5   |                   |
| 4    | Cúcuta Deportivo       | 29   | 26 | 11 | 7  | 8  | 43 | 28 | +15  |                   |
| 5    | Unión Magdalena        | 29   | 26 | 11 | 7  | 8  | 28 | 25 | +3   |                   |
| 6    | Independiente Medellín | 28   | 26 | 10 | 8  | 8  | 34 | 26 | +8   |                   |
| 7    | Deportes Quindío       | 24   | 26 | 8  | 8  | 10 | 21 | 26 | −5   |                   |
| 8    | Atlético Bucaramanga   | 24   | 26 | 9  | 6  | 11 | 31 | 38 | −7   |                   |
| 9    | Deportivo Pereira      | 23   | 26 | 7  | 9  | 10 | 37 | 38 | −1   |                   |
| 10   | Junior                 | 23   | 26 | 7  | 9  | 10 | 25 | 31 | −6   |                   |
| 11   | Once Caldas            | 23   | 26 | 6  | 11 | 9  | 24 | 34 | −10  |                   |
| 12   | Santa Fe               | 22   | 26 | 7  | 8  | 11 | 26 | 35 | −9   |                   |
| 13   | América de Cali        | 17   | 26 | 5  | 7  | 14 | 29 | 47 | −18  |                   |
| 14   | Deportes Tolima        | 16   | 26 | 3  | 10 | 13 | 22 | 44 | −22  |                   |

 Fuente: Rsssf

### Resultados
| Apertura 1973          | AME | BUC | CAL | CUC | JUN | MAG | DIM | MIL | NAL | ONC | PER | QUI | SAN | TOL |
| América de Cali        |     | 2:2 | 0:2 | 1:0 | 3:4 | 1:2 | 1:1 | 2:2 | 1:1 | 4:0 | 2:1 | 1:2 | 1:0 | 0:1 |
| Bucaramanga            | 3:1 |     | 0:2 | 0:1 | 3:1 | 2:1 | 2:1 | 0:1 | 2:3 | 2:2 | 1:1 | 1:0 | 2:0 | 0:0 |
| Deportivo Cali         | 3:1 | 1:2 |     | 2:2 | 2:1 | 0:0 | 2:0 | 0:0 | 6:2 | 2:0 | 0:2 | 1:1 | 1:1 | 1:1 |
| Cúcuta Deportivo       | 3:1 | 8:1 | 1:1 |     | 1:0 | 1:1 | 2:1 | 0:0 | 0:1 | 3:1 | 4:1 | 2:0 | 0:1 | 1:1 |
| Atlético Junior        | 0:2 | 2:0 | 1:4 | 2:2 |     | 0:0 | 0:1 | 0:0 | 2:0 | 2:2 | 3:1 | 2:0 | 1:0 | 2:0 |
| Unión Magdalena        | 0:0 | 0:3 | 0:1 | 2:0 | 0:0 |     | 2:1 | 1:0 | 1:1 | 3:0 | 2:1 | 2:1 | 2:0 | 4:0 |
| Medellín               | 2:0 | 1:2 | 1:1 | 2:0 | 4:0 | 3:0 |     | 2:3 | 2:2 | 1:0 | 1:0 | 0:1 | 1:0 | 1:0 |
| Millonarios            | 4:0 | 1:0 | 1:2 | 3:0 | 1:0 | 4:1 | 1:1 |     | 3:0 | 1:0 | 2:4 | 4:1 | 1:0 | 5:1 |
| Atlético Nacional      | 3:0 | 0:0 | 1:2 | 2:1 | 0:0 | 3:0 | 1:0 | 1:2 |     | 3:1 | 2:0 | 1:0 | 2:1 | 1:0 |
| Once Caldas            | 3:1 | 2:0 | 1:1 | 0:0 | 0:0 | 1:0 | 0:0 | 1:1 | 1:1 |     | 1:0 | 0:0 | 3:2 | 2:2 |
| Deportivo Pereira      | 5:2 | 2:2 | 0:1 | 3:2 | 3:1 | 1:0 | 3:3 | 1:1 | 1:1 | 2:0 |     | 0:0 | 1:1 | 1:1 |
| Deportes Quindío       | 1:0 | 2:0 | 1:1 | 0:1 | 0:0 | 0:1 | 0:1 | 1:2 | 0:0 | 1:1 | 1:0 |     | 2:2 | 1:0 |
| Independiente Santa Fe | 1:1 | 1:0 | 2:1 | 1:4 | 1:1 | 0:0 | 0:0 | 1:3 | 2:1 | 2:1 | 2:1 | 2:3 |     | 3:2 |
| Deportes Tolima        | 1:1 | 2:1 | 0:1 | 0:4 | 1:0 | 1:3 | 3:3 | 0:2 | 2:2 | 0:1 | 2:2 | 1:2 | 0:0 |     |

## Torneo Finalización
Cúcuta Deportivo no participó en el Torneo Finalización.
| Pos. | Equipo                 | Pts. | PJ | G  | E  | P  | GF | GC | Dif. | Clasificación     |
| ---- | ---------------------- | ---- | -- | -- | -- | -- | -- | -- | ---- | ----------------- |
| 1    | Atlético Nacional      | 34   | 24 | 15 | 4  | 5  | 41 | 23 | +18  | Triangular final. |
| 2    | Millonarios            | 33   | 24 | 14 | 5  | 5  | 36 | 21 | +15  | Triangular final. |
| 3    | Independiente Medellín | 31   | 24 | 12 | 7  | 5  | 28 | 19 | +9   |                   |
| 4    | Deportivo Cali         | 28   | 24 | 9  | 10 | 5  | 28 | 19 | +9   |                   |
| 5    | Deportes Tolima        | 25   | 24 | 8  | 9  | 7  | 30 | 29 | +1   |                   |
| 6    | Junior                 | 24   | 24 | 9  | 6  | 9  | 33 | 36 | −3   |                   |
| 7    | Santa Fe               | 23   | 24 | 9  | 5  | 10 | 35 | 32 | +3   |                   |
| 8    | América de Cali        | 22   | 24 | 9  | 4  | 11 | 38 | 29 | +9   |                   |
| 9    | Deportivo Pereira      | 21   | 24 | 7  | 7  | 10 | 27 | 34 | −7   |                   |
| 10   | Deportes Quindío       | 21   | 24 | 7  | 7  | 10 | 20 | 32 | −12  |                   |
| 11   | Once Caldas            | 19   | 24 | 6  | 7  | 11 | 27 | 32 | −5   |                   |
| 12   | Atlético Bucaramanga   | 18   | 24 | 7  | 4  | 13 | 26 | 38 | −12  |                   |
| 13   | Unión Magdalena        | 13   | 24 | 4  | 5  | 15 | 20 | 45 | −25  |                   |

 Fuente: Rsssf

### Resultados
| Finalización 1973      | AME | BUC | CAL | JUN | MAG | DIM | MIL | NAL | ONC | PER | QUI | SAN | TOL |
| América de Cali        |     | 1:2 | 2:4 | 4:1 | 4:1 | 4:0 | 0:1 | 2:1 | 2:1 | 2:2 | 4:0 | 4:0 | 0:1 |
| Bucaramanga            | 1:0 |     | 0:1 | 1:0 | 4:0 | 1:1 | 2:0 | 3:1 | 1:1 | 0:0 | 2:2 | 0:2 | 0:5 |
| Deportivo Cali         | 1:3 | 2:0 |     | 4:0 | 1:0 | 1:1 | 1:0 | 0:0 | 0:0 | 4:1 | 1:1 | 1:0 | 1:1 |
| Atlético Junior        | 1:1 | 0:2 | 1:1 |     | 2:0 | 2:1 | 1:2 | 2:2 | 4:1 | 2:0 | 3:0 | 4:1 | 1:1 |
| Unión Magdalena        | 1:1 | 1:0 | 0:0 | 4:2 |     | 0:0 | 0:3 | 1:2 | 2:0 | 3:0 | 1:1 | 2:2 | 0:1 |
| Medellín               | 0:1 | 1:0 | 2:1 | 3:0 | 2:0 |     | 2:0 | 1:2 | 1:0 | 3:3 | 0:0 | 1:0 | 0:0 |
| Millonarios            | 2:1 | 3:2 | 2:0 | 1:1 | 3:0 | 0:2 |     | 1:1 | 1:0 | 3:0 | 4:2 | 1:0 | 1:0 |
| Atlético Nacional      | 1:0 | 4:0 | 1:0 | 3:1 | 1:0 | 0:1 | 2:1 |     | 2:1 | 2:1 | 2:0 | 0:1 | 3:2 |
| Once Caldas            | 1:0 | 1:0 | 1:2 | 0:1 | 3:0 | 2:2 | 2:2 | 1:2 |     | 2:1 | 3:1 | 1:1 | 1:2 |
| Deportivo Pereira      | 4:1 | 4:3 | 0:0 | 0:1 | 1:0 | 1:0 | 0:1 | 0:3 | 1:2 |     | 0:0 | 2:0 | 1:1 |
| Deportes Quindío       | 1:0 | 1:0 | 1:0 | 1:2 | 4:1 | 0:1 | 1:1 | 1:4 | 1:0 | 0:0 |     | 1:0 | 1:0 |
| Independiente Santa Fe | 2:1 | 5:2 | 1:1 | 3:1 | 5:1 | 0:1 | 0:2 | 1:1 | 1:1 | 0:2 | 2:0 |     | 7:2 |
| Deportes Tolima        | 0:0 | 2:0 | 1:1 | 0:0 | 3:2 | 1:2 | 1:1 | 2:1 | 2:2 | 1:3 | 1:0 | 0:1 |     |

## Triangular final
| Pos. | Equipo            | Pts. | PJ | G | E | P | GF | GC | Dif. | Clasificación                |
| ---- | ----------------- | ---- | -- | - | - | - | -- | -- | ---- | ---------------------------- |
| 1    | Atlético Nacional | 6    | 4  | 3 | 0 | 1 | 5  | 4  | +1   | Campeón y Copa Libertadores. |
| 2    | Millonarios       | 3    | 4  | 1 | 1 | 2 | 3  | 3  | 0    | Desempate.                   |
| 3    | Deportivo Cali    | 3    | 4  | 1 | 1 | 2 | 2  | 3  | −1   | Desempate.                   |

 Fuente: Rsssf
| Final 1973        | CAL | MIL | NAL |
| Deportivo Cali    |     | 1:0 | 0:1 |
| Millonarios       | 0:0 |     | 0:2 |
| Atlético Nacional | 2:1 | 0:3 |     |

|                                      |
| Bandera de Colombia                  |
| Campeón Atlético Nacional 2.º título |

### Desempate subcampeonato
| Pos. | Equipo         | Pts. | PJ | G | E | P | GF | GC | Dif. | Clasificación                   |
| ---- | -------------- | ---- | -- | - | - | - | -- | -- | ---- | ------------------------------- |
| 1    | Millonarios    | 3    | 2  | 1 | 1 | 0 | 3  | 2  | +1   | Subcampeón y Copa Libertadores. |
| 2    | Deportivo Cali | 1    | 2  | 0 | 1 | 1 | 2  | 3  | −1   |                                 |

 Fuente: Rsssf
| Desempate Subcampeón 1973 | CAL | MIL |
| Deportivo Cali            |     | 1:2 |
| Millonarios               | 1:1 |     |

## Goleadores
| Jugador              | Equipo                    | Goles |
| -------------------- | ------------------------- | ----- |
| Nelson Silva Pacheco | Cúcuta Deportivo / Junior | 36    |
| Apolinar Paniagua    | Millonarios               | 31    |
| Hugo Horacio Lóndero | Atlético Nacional         | 29    |